# قوس قزح (رسوم متحركة)
قوس قزح مسلسل رسوم متحركة أمريكي عرض لأول مره في 27 يونيو 1984 واستمر عرضه حتى 24 يوليو 1986 وتمت دبلجة المسلسل للغة العربية .

## روابط خارجية
- Hallmark's Official Rainbow Brite Website
- Rainbow Brite.Net
- Rainbow Brite.Co.Uk
- راينبو برايت على موقع IMDb (الإنجليزية)
- راينبو برايت على موقع ميتاكريتيك (الإنجليزية)
- راينبو برايت على موقع ميوزك برينز (الإنجليزية)
- راينبو برايت على موقع كينوبويسك (الروسية)
- راينبو برايت على موقع قاعدة بيانات الفيلم (الإنجليزية)